# 鹿沢温泉
鹿沢温泉（かざわおんせん）は、群馬県吾妻郡嬬恋村（旧国：上野国）にある温泉。

## 泉質
- マグネシウム・ナトリウム - 炭酸水素塩泉

## 温泉街

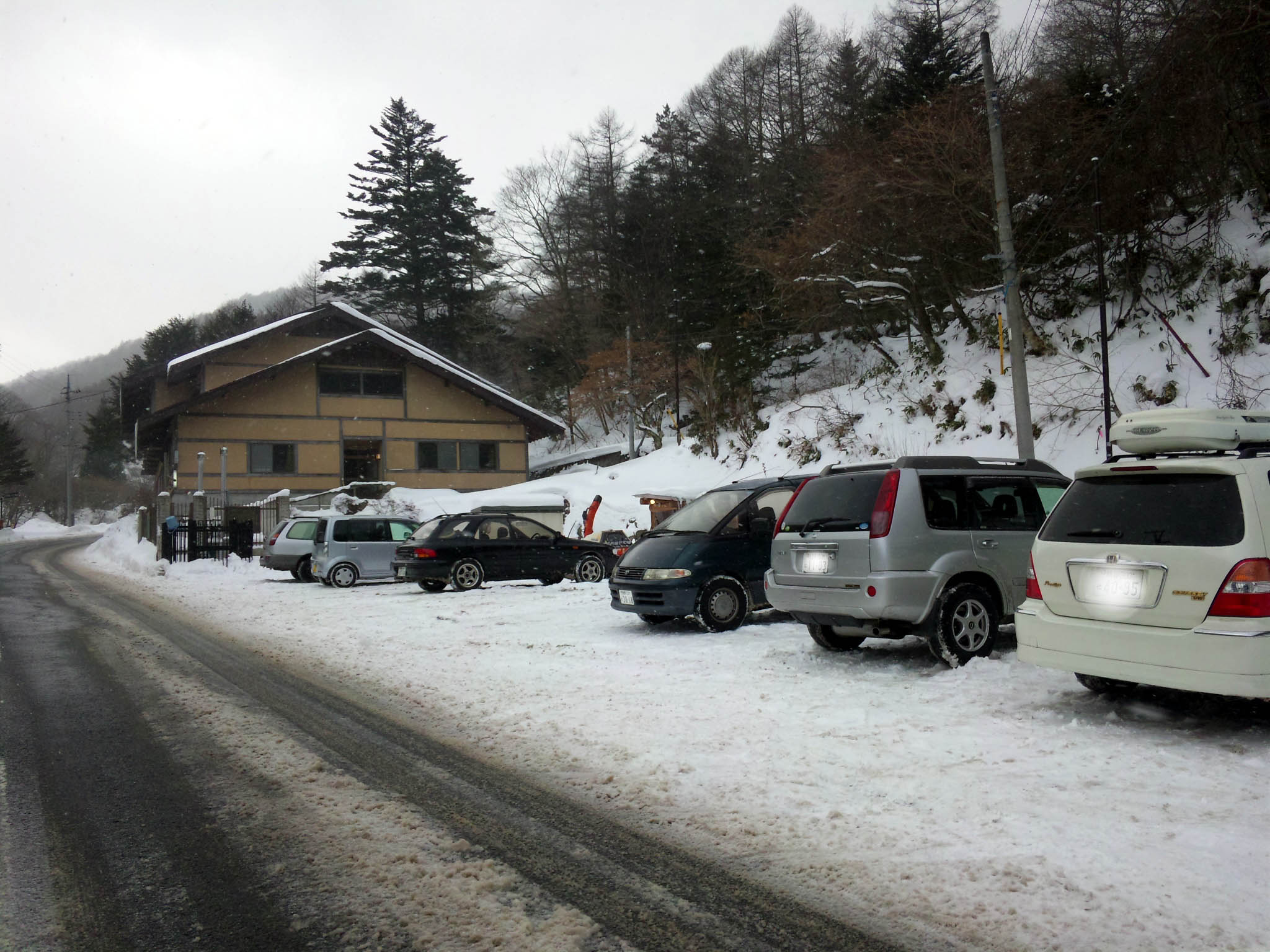
鹿沢温泉紅葉館

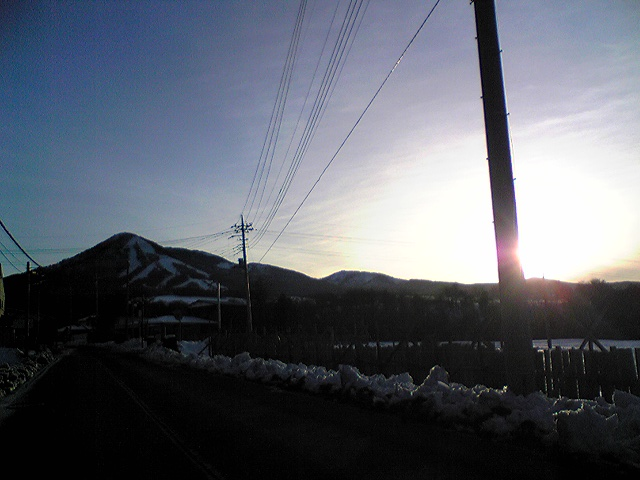
新鹿沢温泉入り口
奥の山は鹿沢スノーエリア

湯ノ丸山の中腹に位置し、天然記念物の「湯の丸レンゲツツジ群落」も近くに有る。
温泉は鹿沢温泉と、新鹿沢温泉の2つに分かれ、両者は距離も離れている。この2つは区別される場合と一緒に扱われる場合がある。両者とも上信越高原国立公園の区域内に位置する。
鹿沢温泉は標高1500mの高所にあり、日本秘湯を守る会にも属する一軒宿の紅葉館が存在する。
新鹿沢温泉は標高1300mの高所にあり、鹿沢温泉からの引湯であり、旅館やホテルが多数ある。また周辺には鹿沢スノーエリアなどのスキー場も多い。

## 歴史
650年頃の発見とも言われているが定かではない。開湯伝説は元禄年間に、鹿が傷を癒している所を発見したとされており、温泉名もこれに因んでいる。
江戸時代は、鹿沢温泉周辺の一帯が、祢津領（旗本松平氏、現在の長野県東御市祢津）の領地であった。
湯治場として発展していったが、1918年（大正7年）の火事で温泉街は壊滅した。その後引湯管を整備して、旅館は一軒を残して現在の新鹿沢温泉の場所に移転した。
古くより、スキーが行われている。1925年（大正14年）の新聞記事に「鹿澤温泉は学習院その他の学生で賑わっている」との記述がある。また鹿沢温泉は「雪山賛歌」の発祥の地であり、1927年（昭和2年）1月、当時、京都大学の山岳部の学生であった南極越冬隊初代隊長の西堀栄三郎が鹿沢温泉でのスキー合宿中、雪によって旅館に足止めをされた際に退屈しのぎに作成したという。
1968年（昭和43年）11月19日、国民保養温泉地に指定。

## アクセス
- 鉄道：JR吾妻線万座・鹿沢口駅よりタクシーで、約20分ほどで新鹿沢温泉へ。鹿沢温泉へはそこから更に20分。
- 自動車：上信越道東部湯の丸IC、小諸ICより車で、40分ほどで鹿沢温泉へ。新鹿沢温泉へはそこから更に20分。